# Enemigo público
Enemigo público (título original en inglés: Enemy of the State) es una película estadounidense de 1998 dirigida por Tony Scott, sobre un grupo de agentes renegados de la NSA que asesinan a un político congresista y que luego tratan de encubrir el asesinato eliminando pruebas y testigos. Fue escrita por David Marconi y producida por Jerry Bruckheimer. La película está protagonizada por Will Smith, Gene Hackman, Jon Voight, Lisa Bonet y Regina King. Recaudó más de 250 millones de dólares en todo el mundo.

## Argumento
Robert Clayton Dean, un brillante abogado de Washington D. C., se encuentra en una doble situación que pone en riesgo su carrera, su matrimonio e incluso su propia vida: por un lado, está bajo investigación por el FBI, junto con su compañera de trabajo Rachel Banks, al haberles sido entregado un vídeo del temido mafioso conocido como Pintero, en el que se prueba que él mismo ha tenido contactos con líderes sindicales, algo que se le había prohibido después de su indulto y que se lo había entregado bajo amenaza de muerte, lo que trae problemas al matrimonio de Robert porque su esposa piensa que tiene una aventura con Rachel; y por otro lado se encuentra en posesión de una cinta de vídeo que le fue dada por un observador de aves y antiguo compañero de la universidad que contiene imágenes del asesinato del congresista Phil Hammersley, que se negaba a aprobar un controvertido proyecto de ley en el que se daba vía libre a las agencias de seguridad para el espionaje masivo de las comunicaciones, implicando la violación de la privacidad de la población. En el video aparecen involucrados agentes de la NSA bajo el mando del director administrativo de la agencia Thomas Reynolds. Perseguido por agentes de la organización más poderosa e invisible de la contrainteligencia estadounidense y siendo inculpado por la muerte de Rachel Banks, Robert tiene que dejar atrás su vida y huir de su hogar. El único hombre que puede ayudarle es un misterioso individuo, Brill, exmiembro de la NSA que apareció en escena tras la muerte de Rachel y quien se une con Robert para esclarecer la situación. Brill le revela a Robert que fue compañero de trabajo del padre de Rachel, que también fue agente de la NSA y murió en acción al ser abandonados por la agencia cuando ocurrió la Crisis de los rehenes en Irán en el momento en que realizaban labores de espionaje a las tropas soviéticas y ayudando a la resistencia Muyahidin durante la Guerra de Afganistán desde Irán, donde Brill le había prometido proteger de Rachel. Ahora los dos deben trabajar juntos para recuperar sus vidas y evitar que sean asesinados por los agentes de la NSA en una carrera donde se ponen en duda las políticas de seguridad nacional.

## Reparto
| Actor             | Personaje                                   |
| ----------------- | ------------------------------------------- |
| Will Smith        | Robert Clayton Dean                         |
| Gene Hackman      | Edward 'Brill' Lyle                         |
| Barry Pepper      | David Pratt                                 |
| Jon Voight        | Thomas Brian Reynolds                       |
| Regina King       | Carla Dean                                  |
| Ian Hart          | John Bingham                                |
| Lisa Bonet        | Rachel F. Banks                             |
| Jascha Washington | Eric Dean                                   |
| James LeGros      | Jerry Miller                                |
| Jake Busey        | Krug                                        |
| Scott Caan        | Jones                                       |
| Jamie Kennedy     | Jamie Williams                              |
| Jason Lee         | Daniel Leon Zavitz                          |
| Gabriel Byrne     | Fake Brill                                  |
| Stuart Wilson     | Congresista Sam Albert                      |
| Jack Black        | Fiedler                                     |
| Laura Cayouette   | Christa Hawkins                             |
| Loren Dean        | Loren Hicks                                 |
| Dan Butler        | NSA Director Shaffer                        |
| Seth Green        | Selby (no acreditado)                       |
| Tom Sizemore      | Pintero (no acreditado)                     |
| Jason Robards     | Congresista Phil Hammersley (no acreditado) |
| Philip Baker Hall | Mark Silverberg (no acreditado)             |

## Producción
Aunque situada en Washington D. C. y Baltimore, la mayor parte de la filmación se llevó a cabo en Baltimore.
Mel Gibson y Tom Cruise fueron considerados para el personaje que hizo Will Smith, que aceptó el papel en gran medida porque quería trabajar con Gene Hackman y había disfrutado de trabajar con el productor Jerry Bruckheimer en Bad Boys. George Clooney también fue considerado para un papel en la película. Sean Connery fue considerado para el papel que fue a Hackman. El reparto de la película incluía como consultor a un técnico en contramedidas de vigilancia, que también tuvo un papel secundario como comerciante de la tienda de espionaje.